# Insulin glulisine
Insulin glulisine là một chất tương tự insulin tác dụng nhanh khác với insulin người ở chỗ amino acid asparagine ở vị trí B3 được thay thế bằng lysine và lysine ở vị trí B29 được thay thế bằng axit glutamic. Nó được phát triển bởi Sanofi-Aventis và được bán dưới tên thương mại Apidra. Khi tiêm dưới da, nó xuất hiện trong máu sớm hơn insulin người. Khi được sử dụng như một insulin thời gian bữa ăn, liều sẽ được dùng trong vòng 15 phút trước hoặc 20 phút sau khi bắt đầu bữa ăn. Tiêm tĩnh mạch cũng có thể được sử dụng cho tăng đường huyết cực độ, nhưng phải được thực hiện dưới sự giám sát của một chuyên gia y tế.